# Hystrio (rivista)
Hystrio è un trimestrale di teatro e spettacolo fondato nel 1988 da Ugo Ronfani (1926 - Milano, 2009), pubblicato da Ricordi fino al 1997, oggi è edito dall’omonima associazione culturale con sede a Milano. La rivista, dal 1998, è diretta da Claudia Cannella (Milano, 1966) collaboratrice del Corriere della Sera per le pagine culturali milanesi e dell'inserto settimanale Vivimilano. L'associazione per la diffusione della cultura teatrale, dal 1998, organizza il Premio Hystrio, un riconoscimento teatrale rivolto a giovani attori e autori durante il quale vengono premiati anche artisti affermati della scena nazionale. 
Dal 2014, l'associazione propone seminari di formazione rivolti a operatori nel settore teatrale e culturale.

## La rivista
Hystrio è una rivista cartacea i cui quattro numeri annuali vengono pubblicati a gennaio, aprile, ottobre e dicembre. 
Nel tempo, hanno contribuito centinaia di autori e artisti italiani e internazionali fondamentali per il teatro del Novecento, fra cui Giorgio Strehler, Giovanni Testori, Andrea Camilleri, Enzo Moscato, Ferdinando Bruni, Gabriele Vacis, Lella Costa, Roberto Saviano e Liv Uhlman. 
I collaboratori attualmente sono circa sessanta, tra Europa e Stati Uniti, il contributo di ciascuno è a titolo gratuito. Lo sguardo della rivista è puntato sulla scena contemporanea del teatro di prosa e il suo approfondimento, attraverso interviste, testi originali e dossier dedicati. 
Nelle rubriche fisse viene dato spazio al teatrodanza, al teatro di figura, al teatro ragazzi, alle novità dall'estero e alla lirica. Ogni uscita comprende un dossier a tema; una sezione titolata Società Teatrale aggiornata su bandi, residenze, premi e nomine istituzionali; una sezione Biblioteca che segnala testi, saggi e raccolte d'autore; circa un centinaio di recensioni di spettacoli in tournée nazionali; chiude ogni numero un testo di drammaturgia contemporanea spesso inedito (fra gli autori pubblicati figurano Giuliana Musso, Davide Carnevali, Liv Ferracchiati, Lino Musella, Mimmo Borrelli, Fausto Paravidino, Emanuele Aldrovandi, Emma Dante, Angela Demattè, Edoardo Erba, Alda Merini, Renato Sarti, Spiro Scimone, Angelo Longoni, Ricci & Forte, Saverio La Ruina, Ascanio Celestini, Tino Caspanello, Michele Santeramo, Davide Enia).

## Il Premio Hystrio
Il Premio Hystrio è un premio teatrale rivolto ad attori e drammaturghi emergenti. Istituito da Ugo Ronfani nel 1989 premia da quasi trent'anni giovani attori under30 (Premio Hystrio alla Vocazione) e autori teatrali under35 (Premio Hystrio Scritture di Scena), insieme sul palco ad artisti affermati sulla scena nazionale. 
Il Premio si è tenuto dal 1989 al 1996 a Montegrotto Terme in provincia di Padova. Dal 1998 viene assegnato dall'Associazione Hystrio per la diffusione della cultura teatrale e ha luogo, dal 1999, a Milano. A partire dal 2011 viene ospitato, ogni giugno, al Teatro dell'Elfo. Durante tre giornate (dal sabato al lunedì) si svolgono le audizioni aperte dei quaranta finalisti, selezionati tra le centinaia di audizioni che si svolgono in maggio a Milano e a Roma. 
Alla fine delle giornate di audizioni vengono proposte al pubblico la lettura scenica del testo vincitore del Premio Scritture di Scena e la replica di uno spettacolo vincitore di un altro premio teatrale (ad anni alterni, Premio Scenario e Forever Young, La Corte Ospitale, Rubiera). L'ultima serata è infine dedicata alle premiazioni dei vincitori e degli artisti affermati, selezionati dai collaboratori di Hystrio nella seconda metà della stagione teatrale (fra i premiati figurano Toni Servillo, Romeo Castellucci, Mario Martone, Giuliana Musso, Umberto Orsini, Emma Dante, Paola Cortellesi, Valerio Binasco, Roberto Herlitzka, Arianna Scommegna, Filippo Timi, Federica Rossellini, Rezza/Mastella, Lino Musella, Marco D'Amore, Ferdinando Bruni, Paolo Rossi, Kim Rossi Stuart, Antonio Latella, Giuseppe Battiston, Massimo Popolizio, Rosario Lisma, Davide Enia, Vincenzo Bocciarelli).
Dal 2006 Hystrio partecipa attivamente ai Premi della Critica in gemellaggio con l'Associazione Nazionale Critici di Teatro che ha dato vita al Premio Hystrio-Anct.